# Hromadnik
Hromadnik (německy také Döhlener Berg) je vrch o nadmořské výšce 511 m nacházející se na území hornolužické obce Kubschütz (místní část Döhlen) v zemském okrese Budyšín v Sasku.

## Název
Pojmenování Hromadnik se, podobně jako označení vrchů Bieleboh a Czorneboh, objevuje v období romantismu. Pochází z hornolužickosrbského slova hromadźe, které znamená společně, dohromady. Název byl vykládán jako místo, kde se shromažďovali lidé k pohanským obřadům. Ve skutečnosti název odkazuje na les, který využívali statkáři společně. Německý název Döhlener Berg je odvozen od vesnice Döhlen, na jejímž katastrálním území leží vrchol a severní svah.

## Charakteristika
Vrch leží v německé části Šluknovské pahorkatiny (Lausitzer Bergland) a její mesogeochoře Severní hornolužická vrchovina (Nördliches Oberlausitzer Bergland). Se svou nadmořskou výškou 511 m je 23. nejvyšším vrchem Šluknovské pahorkatiny a 10. nejvyšším v její německé části. Geologické podloží tvoří střednězrnný lužický granodiorit, který vytváří ve vrcholové části četné povrchové útvary vzniklé blokovým rozpadem. Půdní pokryv představuje podzolová kambizem. Na severovýchodním svahu pramení Albrechtsbach (Albrechtowka) a na jižním Butterwasser, celý vrch tak náleží k povodí Sprévy, Labe a k úmoří Severního moře. Většina kopce je porostlá jehličnatým lesem. Vrch leží v chráněné krajinné oblasti Oberlausitzer Bergland a na jeho svahy zasahuje část evropsky významné lokality Czorneboh und Hochstein. Vrcholovou částí prochází modrá a červená turistická trasa; červená je nazývána Nördlicher Kammweg (Severní hřebenovka) a spojuje Hromadnik se sousedními vrchy.